# Астеносфера

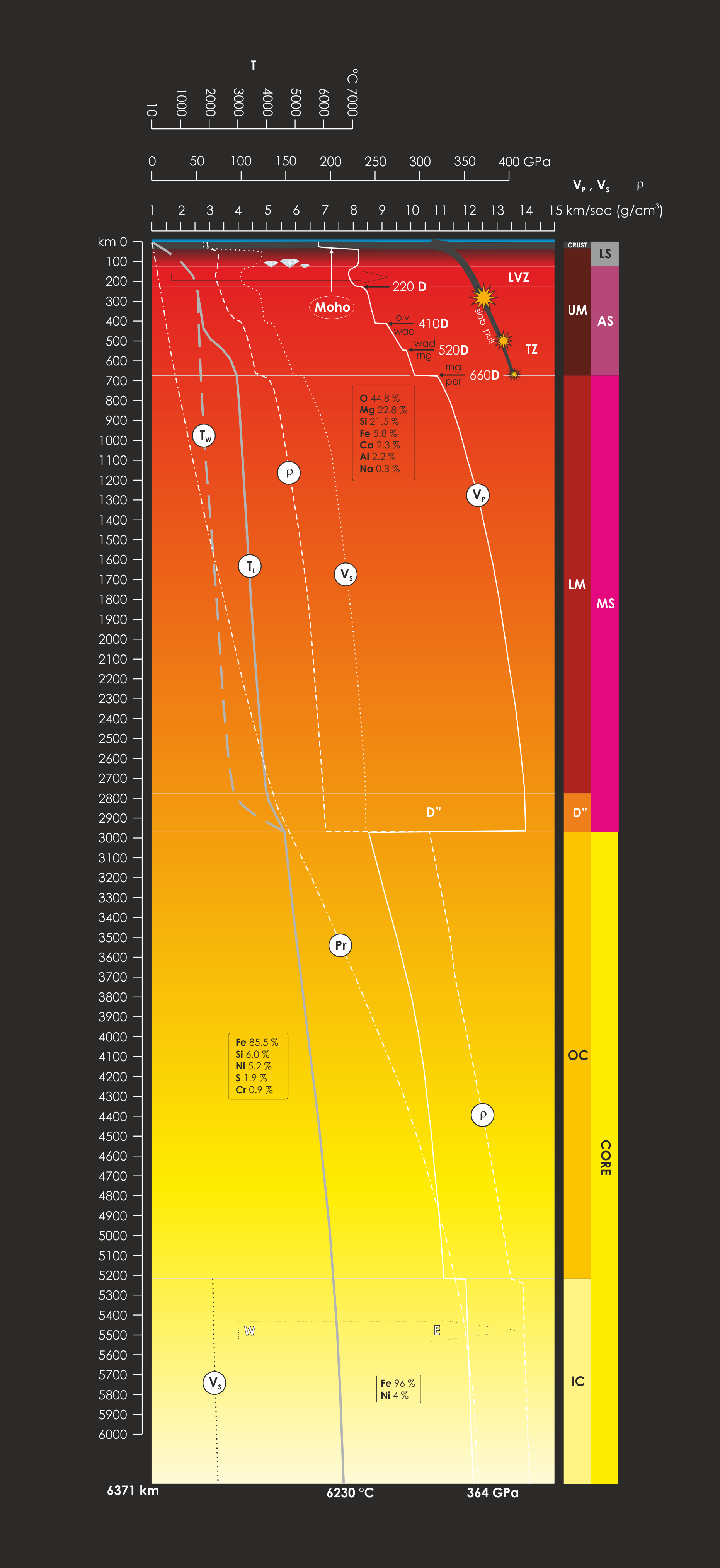
Діаграма глибинної будови Землі за геофізичними даними (швидкості поздовжніх та поперечних сейсмічних хвиль, розрахункова густина речовини, температура та тиск). Астеносфера позначена буквами AS

Астеносфе́ра (від дав.-гр. ἀσθενής — «слабкий» і σφαῖρα — куля, сфера) — середня частина верхньої мантії Землі.
Верхня частина мантії (до глибини 410 км) представлена шаром Гутенберга. Всередині цього шару, в інтервалі глибин 70-150 км, під твердою частиною розташовано шар розплавленої речовини мантії. Земна кора разом з твердою частиною шару Гутенберга утворюють єдиний жорсткий шар, який називають літосферою. Він лежить на астеносфері. Глибина залягання астеносфери під континентами — близько 100-120 км, під океанами — близько 50-60 км, її товщина — 100-170 км. Вважають, що речовина астеносфери перебуває у в'язкопластичному стані. В астеносфері відбувається перетікання речовини, що викликає вертикальні та горизонтальні тектонічні рухи блоків літосфери. Флюїди й магма, які потрапляють у земну кору з астеносфери, беруть участь у формуванні покладів корисних копалин. Крім того, астеносфера відіграє важливу роль в ендогенних процесах в земній корі (магматизм, метаморфізм).
6 лютого 2023 року, дослідники Техаського університету в Остіні виявили у надрах Землі новий шар мантії. Згідно повідомлення у науковій статті, яка була опублікована в журналі Nature Geoscience, шар міститься більш ніж за 100 км від поверхні Землі. Він є частиною астеносфери, розташованої під тектонічними плитами у верхній частині мантії. За словами вчених, астеносфера досить пластична поряд із сусідніми шарами, тому літосферним плитам легше пересуватися по ній. "Низька в’язкість астеносфери призводить до того, що швидкість сейсмічних хвиль в ній падає, проте нижня межа цієї зони залишалася маловивченою. Ми проаналізували сейсмічні зображення мантії, отримавши глобальну карту астеносфери, і з’ясували, що на глибині 150 кілометрів спостерігається позитивний градієнт сейсмічної швидкості (швидкість із глибиною починає зростати). Цей шар є основою астеносфери, де міститься частковий розплав", – повідомили вчені.